# Байгільдінське сільське поселення
Байгі́льдінське сільське поселення (рос. Байгильдинское сельское поселение) — муніципальне утворення у складі Канаського району Чувашії, Росія. Адміністративний центр — присілок Байгільдіно.

## Населення
Населення — 1265 осіб (2019, 1400 у 2010, 1489 у 2002).

## Склад
До складу поселення входять такі населені пункти:
| Населений пункт       | Населення, осіб (2002) | Населення, осіб (2010) |
| --------------------- | ---------------------- | ---------------------- |
| Байгільдіно, присілок | 435                    | 395                    |
| Нові Мамеї, присілок  | 352                    | 347                    |
| Туруново, присілок    | 702                    | 658                    |